# تشارلز غودارد (سياسي)
تشارلز غودارد هو سياسي أمريكي، (و. 1825 – 1889 م). نشط حزبياً في الحزب الجمهوري.